# Тримбач Сергій Васильович
Сергій Васильович Три́мбач (нар. 17 вересня 1950, с. Жовтневе, тепер у межах м. Олександрія Кіровоградської обл.)  — український кінокритик, кінознавець, кіносценарист. Голова Національної спілки кінематографістів України (2009—2017). Лауреат Державної премії України ім. О. Довженка (2008) та премії імені Джеймса Мейса (2016). Автор багатьох публікацій, присвячених історії та сучасності українського кіно.

## Біографія
Закінчив філологічний факультет Київського державного університету імені Тараса Шевченка (1973). Працював консультантом Спілки кінематографістів України, потім — науковим співробітником відділу теорії мистецтв Інституту мистецтвознавства, фольклористики та етнології ім. М. Т. Рильського НАН України (ІМФЕ НАН України).
У 1998—2004 — заступник генерального директора Національного центру Олександра Довженка з питань архівно-наукової роботи. У 2001—2004 виконував обов'язки директора Музею Київської кіностудії імені О.Довженка. У 2005—2013 — завідувач відділу кіномистецтва і телебачення ІМФЕ НАН України.
Заступник голови Комітету з Національної премії України імені Тараса Шевченка (2016—2023).
З 2021 року — доцент кафедри кінознавства Київського національного університету театру, кіно і телебачення імені Івана Карпенка-Карого.

### Родина

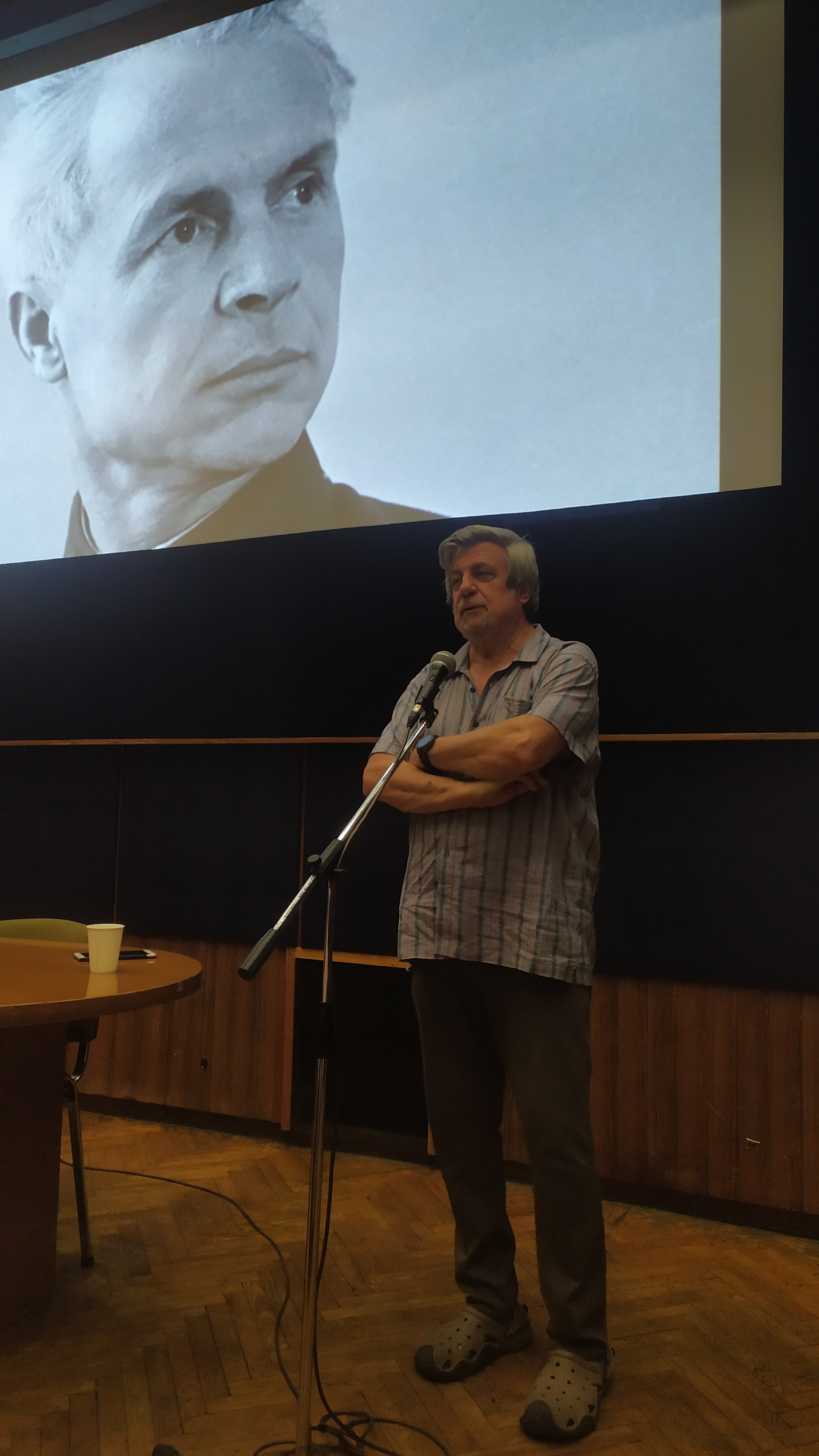
У день свого 74-річчя на лекції в Будинку кіно, вересень 2024 року

Одружений з дочкою письменника Микити Шумила Тетяною. Виховали сина. Сестра дружини — літературознавиця, доктор філологічних наук Наталя Шумило (1947—2013).

## Творчість
Автор сценаріїв фільмів «Важко перші сто років» (1997), «Творець із Божою іскрою» (1997, у співавт.), «Златокрай» (1996, авт. дикт. тексту), «Богдан Ступка. Львівські хроніки» (1998), «Небилиці про Борислава» (1999), «Любов небесна» (2002), «Вічний хрест» (2003), «Небезпечно вільна людина» (2004), «Живі» (2008), «Довженко починається» (2009) та ін.
Від 1976 року виступає у пресі зі статтями і рецензіями з питань розвитку кіномистецтва. Автор та співавтор низки книг, де розробляються проблеми естетики і поетики творчості. Автор книги «Олександр Довженко. Загибель богів / Ідентифікація автора в національному часо-просторі» (2007). Упорядник книг: «Іван Миколайчук. Білий птах з чорною ознакою» (1991), «Олександр Довженко. Фільми. Малюнки. Задуми» (1994), «Іван Миколайчук» (2001), «Довженко і кіно ХХ століття» (2004, у спіавт.), «Україна — Німеччина: кінематографічні зв'язки» (2009, у співавт.).
- Сергій Тримбач. Богдан Ступка. Метаморфози. — К. : Дух і Літера, 2022. — 336 с. — ISBN 978-966-378-897-5.

## Відзнаки
За публікації з кінознавства, кінокритики та історії кіно відзначений преміями:
- Спілки кінематографістів СРСР (1980)
- Спілки кінематографістів Таджикистану (1982)
- Спілки кінематографістів України (1987)
- Імені Фелікса Соболєва (2006)
- Імені Віктора Дьоміна (2007, Росія)
- Імені Олександра Довженка (2008)
- Премія імені Джеймса Мейса (2016)
- Фільми «Любов небесна», «Вічний хрест», «Небезпечно вільна людина», «Довженко починається…» отримали призи багатьох міжнародних та національних кінофестивалів.

## Громадська позиція
У 2018 підтримав звернення Європейської кіноакадемії на захист ув'язненого у Росії українського режисера Олега Сенцова.